# Wacław Białkowski
Wacław Białkowski (ur. 30 stycznia 1905 w Białymstoku, zm. 25 grudnia 1978 tamże) – polski urzędnik państwowy, wicewojewoda białostocki (1944–1949) i p.o. wojewody białostockiego (1945; 1947; 1948–1949), wicewojewoda warszawski (1949–1950). 

## Życiorys
Urodził się w Białymstoku, był synem Jana. Był uczniem Gimnazjum im. Zygmunta Augusta, pomysłodawcą wydawania gazetki Głos Uczniowski. Studiował prawo na Uniwersytecie Stefana Batorego, uzyskując w 1932 stopień magistra. Podczas studiów związany z lewicą akademicką, przyjaźnił się m.in. z Henrykiem Dembińskim i Stefanem Jędrychowskim. Należał do Polskiej Akademickiej Korporacji Chrześcijańskiej „Conradia”. W latach 1933–1939 zatrudniony w administracji państwowej w Postawach i Głębokiem (m.in. jako wicestarosta tych powiatów). Podczas II wojny światowej pracował fizycznie w Białymstoku. W 1945 wstąpił do Stronnictwa Demokratycznego i został członkiem Tymczasowego Zarządu Wojewódzkiego partii w Białymstoku. Od 1946 do 1948 stał na czele Wydziału Administracyjno-Samorządowego Wojewódzkiego Komitetu SD, był również (do 1949) wiceprzewodniczącym tegoż Komitetu. Następnie (do 1950) pełnił analogiczną funkcję w WK Warszawskim. Zasiadał w Radzie Naczelnej SD.
W 1944 objął obowiązki zastępcy pełnomocnika PKWN na województwo białostockie Jerzego Sztachelskiego (de facto: wicewojewody). Formalnie został mianowany wicewojewodą w kwietniu 1945, urząd sprawując do stycznia 1949. W czasie swej pracy na Podlasiu trzykrotnie pełnił obowiązki wojewody ze względu na częste zmiany na tym stanowisku: na wiosnę 1945, od lutego do sierpnia 1947 i od maja 1948 do stycznia 1949. Był pełnomocnikiem rządu ds. nacjonalizacji przemysłu w województwie białostockim. W wyborach w 1947 wpisany na niemandatowe miejsce na liście tzw. Bloku Demokratycznego w okręgu Białystok. Z rekomendacji SD sprawował mandat radnego Wojewódzkiej Rady Narodowej w Białymstoku (1946–1949). 
W styczniu 1949 objął funkcję wicewojewody warszawskiego, którą sprawował do okresu reformy administracji publicznej znoszącej urząd wojewody. Pełnił w tym czasie również funkcję sekretarza Miejskiego Komitetu SD w Pruszkowie. Po odejściu z funkcji wicewojewody był m.in. zastępcą rektora Uniwersytetu i Politechniki Warszawskiej ds. administracyjnych. Kontynuował pracę w aparacie partyjnym. W latach 1951–1952 był wiceprzewodniczącym Stołecznego Komitetu partii, a od 1964 członkiem Stołecznego Sądu Partyjnego. Był też m.in. wiceprzewodniczącym Koła Prawników Dzielnicowego Komitetu SD na Mokotowie.
Żonaty z Walerią ze Zdrodowskich (1911–1999). 
Zmarł w 1978. Został pochowany na Cmentarzu Farnym w Białymstoku.

## Ordery i odznaczenia
- Krzyż Oficerski Orderu Odrodzenia Polski
- Złoty Krzyż Zasługi
- Srebrny Krzyż Zasługi (8 maja 1946)[3]
- Odznaka „Zasłużonemu Działaczowi Stronnictwa Demokratycznego”
- Złota Odznaka honorowa „Zasłużony Białostocczyźnie”
- Odznaka XXV-lecia SD